# Bystré plesá

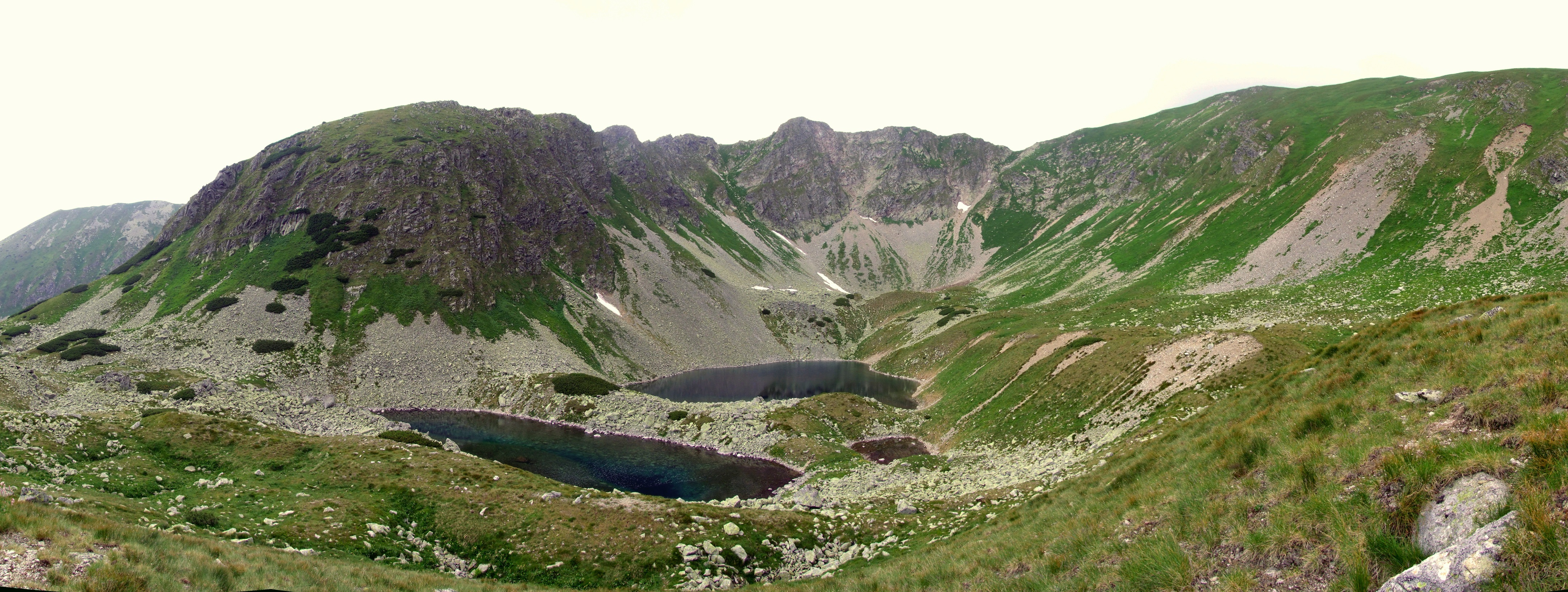
Veľké a Dlhé Bystré pleso

Bystré plesá (česky Bystrá plesa) je soubor pěti ledovcových jezer nacházejících se v Bystré dolině v Západních Tatrách. Plesa leží v nadmořské výšce od 1837 do 1879 m a jsou různě velká.

## Plesa
| č.  | jezero             | rozloha (ha) | délka (m) | šířka (m) | m.hl. (m) | objem (m³) | n.v. (m) | Souřadnice                       |
| --- | ------------------ | ------------ | --------- | --------- | --------- | ---------- | -------- | -------------------------------- |
| –   | Anitino očko       | 0,3505       | 119       | 53        | 4,3       | 4 744      | 1 854    | 49°10′46″ s. š., 19°50′13″ v. d. |
| –   | Nižné Bystré pleso | 0,232        | 80        | 38        | 0,5       | —          | 1 837    | 49°10′41″ s. š., 19°50′41″ v. d. |
| (I) | Veľké Bystré pleso | 0,8715       | 140       | 85        | 12,5      | 36 118     | 1 879    | 49°10′58″ s. š., 19°50′32″ v. d. |
| II  | Dlhé Bystré pleso  | 0,2595       | 90        | 35        | 4,2       | 4 485      | 1 879    | 49°10′55″ s. š., 19°50′35″ v. d. |
| III | Malé Bystré pleso  | 0,0205       | —         | —         | 0,8       | 66         | 1 878    | 49°10′57″ s. š., 19°50′36″ v. d. |